# Plumieux
Plumieux es una comuna nueva francesa situada en el departamento de Costas de Armor, de la región de Bretaña.

## Historia
Fue creada el 1 de enero de 2025, en aplicación de una resolución del prefecto de Costas de Armor de 4 de septiembre de 2024 con la unión de las comunas de Coëtlogon, Le Cambout.

## Demografía
Según los datos aportados en la última resolución del prefecto de Costas de Armor, la comuna pasa a tener 1700 habitantes.

## Composición
| Comuna delegada | Código INSEE | Población (2022) | Superficie (km²) | Densidad (hab./km²) |
| --------------- | ------------ | ---------------- | ---------------- | ------------------- |
| Coëtlogon       | 22043        | 225              | 16.35            | 14                  |
| Le Cambout      | 22027        | 408              | 18.02            | 23                  |
| Plumieux        | 22241        | 1654             | 38.92            | 42                  |